# Ломбардија
Ломбардија (итал. Lombardia, ломб. Lumbardia) је једна од 20 регија Италије. Налази се у северном делу земље. Главни град је Милано, а познати градови су и Бреша, Бергамо и Комо.
Ломбардија спада у највеће италијанске покрајине по пространству, а по броју становника и уделу у националном дохотку је убедљиво прва. Такође, престоница Милано је економски центар Италије и један од најзначајнијих градова у Европи.

## Положај
Ломбардија је северна покрајина Италије са државном границом ка Швајцарској на северу. Једним делом ова граница је и језерска. Са осталих страна налазе се друге италијанске покрајине:
- североисток — Трентино-Јужни Тирол
- исток — Венето
- југ — Емилија-Ромања
- запад — Пијемонт

## Природне одлике
Површина покрајине је 23.865 km² и по овоме је Ломбардија једна од најпространијих италијанских покрајина.

### Рељеф
У оквиру Ломбардије разликује се неколико природних целина у правцу југ - север. Јужни део је равничарско подручје уз реку По. То је средишњи део Падске низије, житнице Италије. Овај део заузима половину површине покрајине и ту се гаје жита и поврће. Целина предалског побрђа је средња и најмања целина (12%) је област винограда и воћњака. Северни део (40% површине) је изразито планински у оквиру система Алпа са неколико насељенијих долина. То је сточарско подручје, једино су у долинама су развијене остале врсте пољопривреде. Занемарљиво мали део покрајине је у систему Апенинског побрђа на крајњем југу.

### Клима
Клима у већем делу Ломбардије је континентална клима са значајних утицајем са средоземне са мора. Стога су зиме нешто блаже, а лета топлија и сувља него код уобичајене климе овог типа. У вишим крајевима клима је оштрија, а на планинама влада планинска клима.

### Воде
Ломбардија је унутаркопнена покрајина, али има веома развијен система вода. Посебност покрајине су три велика италијнска језера ледничког порекла - Комо, Гарда, Мађоре и Изео, која су туристички посећена. Речним системом доминира река По на југу покрајине и делимично граница ка Емилији-Ромањи. Она тече упореднички. У њу се улива већина река меридијанског правца — Тичино, Ада, Минчио, Ољо. Ове реке се користе обилато за наводњавање, а у вези са тим постоји и веома развијен систем вештачких канала.

## Управна подела
Ломбардија је подељена у 12 округа, одн. провинција са истоименим градовима као управним средиштима:
- Бергамо
- Бреша
- Варезе
- Комо
- Кремона
- Леко
- Лоди
- Мантова
- Милано
- Монца и Бријанца - нови округ, успостављен 2009. г.
- Павија
- Сондрио

## Историја
Подручје Ломбардије било је насељено још у време праисторије (Етрурци, Гали, Келти). Римљани запоседају ово подручје у 2. веку п. н. е. Подручје је успостављено као римска провинција Галија Цисалпина. Током неколико векова владавине старог Рима становништво је романизовано, а провинција се развила у једну од најразвијенијих.
После пропасти старог Рима кроз ову област прошло је много варварских племена. Међутим, племе Лангобарди, које је запосело простор 570. г., владало је готово два века. По овом племену је цео средишњи простор низије добио данашњи назив. Потом је следила власт страних држава, Франачке, Баварске. У 10. век дошло је у овој области до наглог развоја привреде, што је искористило месно племство и осамосталило се у виду више државица. Од њих најзначајнија била је држава са седиштем у Милану. Она је веома брзо преузела првенство и доживела процват у 12. и 13. веку. Међутим, у следећим вековима политичка нестабилност довела је ову област у вазални однос према околним моћним државама (Хабзбуршко царство, Млетачка република, Француска, Шпанија). Такође, разни делови простора Ломбардије били су у различитим везама са околним државама.
Током Наполеонових ратова Ломбардија је била део његове Краљевине Италије, да би потом била део Ломбардо-Венеције, вазалне државе Хабзбуршке монархије. 1866. г. дошло је до припајања Ломбардије новооснованој Италији. Одмах је основана покрајина Ломбардија. Нова владавина је убрзо оживела привреду. Током неколико наредних деценија Ломбардија са Миланом на челу је постала економско средиште Италије. У 20. веку покрајина није претрпела знатно штете у светским ратовима и до краја века постала је једно од најразвијенијих подручја Европе.

## Становништво
Данас Ломбардија има преко 9,5 милиона становника и то је покрајина Италије са највише становника. То је двоструко више становника него пре једног века.
Густина насељености је преко 400 ст./км², што је знатно више од државног просека (200 ст./км²). Равничарски део покрајине је знатно гушће насељен него северно, алпско подручје. Посебно је густо насељена „економска кичма“ покрајине, линија Новара—Милано—Бергамо—Бреша.
Етничка слика У покрајини доминира италијанско становништво. Утицај наглог развоја покрајине огледа се и у великом уделу становништва са привременим боравком (8,4%).

## Привреда
Ломбардија је по уделу у националном дохотку најразвијенија покрајина Италије. То је „економско срце“ државе.

### Пољопривреда
Развије су гране земљорадња и сточарство.

### Индустрија
Значајне индустријске гране су: металургија, машинска, хемијска, електро-техничка и текстилна. Посебно је развијен средњи појас на линији Торино—Милано—Бреша—Венеција.

### Туризам
Ломбардија је важно туристичко одредиште. Милано, као важан европски град богат историјом привлачи велики број туриста годишње. Градови попут Бреша, Кремоне и Мантове значајни су наслеђу из ранијих времена. Језера су такође веома привлачна. У покрајини постоје и зимски туристички центри на Алпима (нпр. Ливињо).

## Галерија
Фотографије градова покрајине
- Падска низија - поља са наводњавањем
- Алпско подручје код Ливиња
- Тркалиште „Формуле 1" у Монци
- Град Леко на језеру Комо
- Милано
- Бреша
- Бергамо
- Комо
- Варезе
- Кремона
- Павија
- Мантова
- Стари мост преко реке Тичино
- Језеро Комо са Алпима у позадини

### Општа обавештења
- Званични веб-сајт

### Окрузи
- Provincia di Bergamo
- Provincia di Brescia
- Provincia di Como
- Provincia di Cremona
- Provincia di Lecco
- Provincia di Lodi
- Provincia di Mantova
- Provincia di Milano
- Provincia di Pavia
- Provincia di Varese
- Provincia di Sondrio

### Универзитети
- Università degli Studi di Milano
- Università degli Studi Milano Bicocca (Милано-Монца)
- Milan's Politecnic Архивирано на веб-сајту  (1. мај 2021)
- Università Bocconi (Милано)
- Università Cattolica del Sacro Cuore Архивирано на веб-сајту  (3. април 2015) (Милано)
- Università degli Studi di Bergamo
- Università degli Studi di Brescia
- Università degli Studi di Mantova
- Università degli Studi di Pavia
- Università Carlo Cattaneo LIUC (Castellanza)
- Università degli Studi dell'Insubria (Varese-Como)